# Jure Pervanje
Jure Pervanje, slovenski filmski režiser in direktor fotografije, * 23. junij 1940, Milano, Italija.
Pervanje je študij režije začel leta 1960 na AGRFT v Ljubljani. Kot direktor fotografije je prvič delal leta 1971, ko je to vlogo prevzel v celovečernem filmu Maškarada, ki ga je režiral Boštjan Hladnik. 
Kasneje je posnel številne celovečerne filme (Med strahom in dolžnostjo, Ljubezen, Veter v mreži), TV in kratke filme. Zrežiral je nekaj kratkih filmov, leta 1990 pa je posnel svoj celovečerni prvenec Do konca in naprej. 

## Režija celovečernih filmov
- Do konca in naprej, 1990
- Triangel, 1992
- Zrakoplov, 1993
- Nebo gori modro, 1997
- Morje v času mrka, 2008
- Duhec, 2012